# Enrique H. Bucher
Enrique Hugo Bucher (Córdoba, Argentina, 19 de agosto de 1940) es un biólogo argentino especializado en la conservación de la biodiversidad en la zona del Chaco Sudamericano. Es Profesor Emérito de la Universidad Nacional de Córdoba e Investigador Superior del CONICET.

## Biografía
Bucher se graduó de biólogo en Universidad Nacional de Córdoba (UNC) en 1964. Al año siguiente obtuvo una beca doctoral de CONICET con la que realizó el Doctorado en Ciencias Biológicas en la misma universidad.
En 1976 ingresa a la carrera de investigador científico de CONICET, llegando hasta la categoría de  Investigador Superior.
Fue profesor titular de la Cátedra de Ecología de la Facultad de Exactas entre 1968 y 1990. 
Fue director del Centro de Zoología Aplicada, una dependencia de la Facultad de Exactas que se encuentra dentro del Zoológico de Córdoba. Desde allí fue el organizador de la Maestría en Vida Silvestre. 
En 2007 firmó un convenio con el intendente de Miramar para llevar a cabo el programa Promar. Este programa tiene como objetivo impulsar el desarrollo de actividades científicas tendientes a la conservación de la biodiversidad en la Reserva de Mar Chiquita y en la cuenca de los ríos que alimentan a la laguna. Para cumplir estos objetivos la intendencia le cede un inmueble situado cerca de la laguna.
Participó de la creación del Instituto de Diversidad y Ecología Animal (IDEA) en 2011, que reunió a diferentes grupos de zoología de la facultad, incluyendo al Centro de Zoología Aplicada. En 2014 consigue que el inmueble de Promar sea cedido al IDEA para la instalación de la Estación Biológica Mar Chiquita.

## Publicaciones
Selección de publicaciones de Enrique Bucherː
- Bucher, E. H. (1982). Chaco and Caatinga—South American arid savannas, woodlands and thickets. In Ecology of tropical savannas (pp. 48-79). Springer, Berlín, Heidelberg.
- Canevari, P., Blanco, D. E., Bucher, E. H., Castro, G., & Davidson, I. (1999). Humedales de la Argentina: clasificación, situación actual, conservación y legislación (No. 46). Wetlands International.
- Abril, A., & Bucher, E. H. (2001). Overgrazing and soil carbon dynamics in the western Chaco of Argentina. Applied Soil Ecology, 16(3), 243-249.
- Bucher, E. H. (1987). Herbivory in arid and semi-arid regions of Argentina. Revista Chilena de Historia Natural, 60, 265-273.
- Bucher, E. H. (1992). The causes of extinction of the Passenger Pigeon. In Current ornithology (pp. 1-36). Springer, Boston, MA.

## Distinciones y premios
- Diploma al mérito Konex en Ciencia y Técnica - Zoología (1993)[1]
- Beca otorgada por la American Ornithological Union (1990)
- Beca otorgada por la British Ornithological Union (1989)
- Beca otorgada por la Worlk Wildlife Foundation (1989)
- Beca otorgada por el Rotary Internacional (1967)
- Beca otorgada por la Pew Foundation on Conservation and the environment

## Membresías
- Miembro del Consejo Ornitológico Mundial (1986-1990)
- Miembro Honorario de la American Ecological Society (1992)
- Miembro del Comité Ejecutivo Permanente del Consejo Ornitológico Internacional (1990-1994)
- Consultor del Programa de las Naciones Unidas para el Desarrollo (1994)
- Miembro del Directorio del Consejo de Investigaciones Científicas de Córdoba
- Miembro del Directorio de Humedales para las Américas